# هوي كارل
هوي كارل (بالإنجليزية: Howie Carl)‏ مواليد 07 يونيو 1938 في شيكاغو - الوفاة 24 أكتوبر 2005، كان لاعب كرة سلة أمريكي. بدأ مسيرته الاحترافية في سنة 1961. تم اختياره من قبل فريق واشنطن ويزاردز خلال الدرافت. حمل الرقم 10. بلغ طوله 5 قدم 9 بوصة (1.8 م). اعتزل اللعب في 1962.

## روابط خارجية
- هوي كارل على موقع إن بي أي (الإنجليزية)
- هوي كارل على موقع سبورتس رفرنس (الإنجليزية)
- هوي كارل على موقع كلية كرة السلة في سبورتس رفرنس.كوم (الإنجليزية)
- هوي كارل على موقع ريلجم (الإنجليزية)
- هوي كارل على موقع بروبوليرز (الإنجليزية)